# Kashima (Saga)
Kashima (jap. 鹿島市 Kashima-shi) – miasto w Japonii, na wyspie Kiusiu, w prefekturze Saga.

## Historia
- 1 kwietnia 1889 – powstał współczesny układ miejski. Na terenie obecnego miasta znajdowało się sześć wsi: Minami-Kashima, Kita-Kashima, Hachihongi, Fureda, Nogomi oraz Nanaura; wszystkie z powiatu Fujitsu.
- 1 kwietnia 1912 – wieś Minami-Kashima Village zdobyła status miasteczka, a wieś Kita-Kashima została przemianowana na Kashima.
- 3 sierpnia 1918 – wieś Hachihongi zdobyła status miasteczka i została przemianowana na Hama.
- 1 kwietnia 1954 – miasteczko Kashima zostało połączone z miasteczkiem Hama i wioskami Kashima, Furueda i Nogomi tworząc miasto Kashima.
- 1 marca 1955 – część wsi Nanaura została włączona do miasta Kashima, natomiast pozostała część została włączona do miasteczka Tara.

## Populacja
Zmiany w populacji Kashimy w latach 1970–2015:
| Rok  | Populacja |
| ---- | --------- |
| 1970 | 35 475    |
| 1975 | 34 557    |
| 1980 | 35 006    |
| 1985 | 34 714    |
| 1990 | 34 336    |
| 1995 | 34 083    |
| 2000 | 33 215    |
| 2005 | 32 117    |
| 2010 | 30 722    |
| 2015 | 29 700    |